# Anisa Makhluf
Anisa (o Aniseh) Makhluf (àrab: أَنِيسَة مَخْلُوف, Anīsa Maẖlūf; Latakia, 5 de novembre de 1930 - Damasc, 6 de febrer de 2016) va ser la matriarca de la família al-Àssad des que va començar a governar Síria el 1971. Era la dona del president sirià Hafez al-Àssad i la mare de Baixar al-Àssad, l'actual president de Síria.

## Biografia
Makhluf va néixer a Latakia, Síria, en el si dels Makhluf, una família influent de Bustan al-Baixa, Governació de Latakia. Era filla d'Ahmed Makhluf i de Saada Sulayman al-Àssad, tieta d'Hafez al-Àssad.

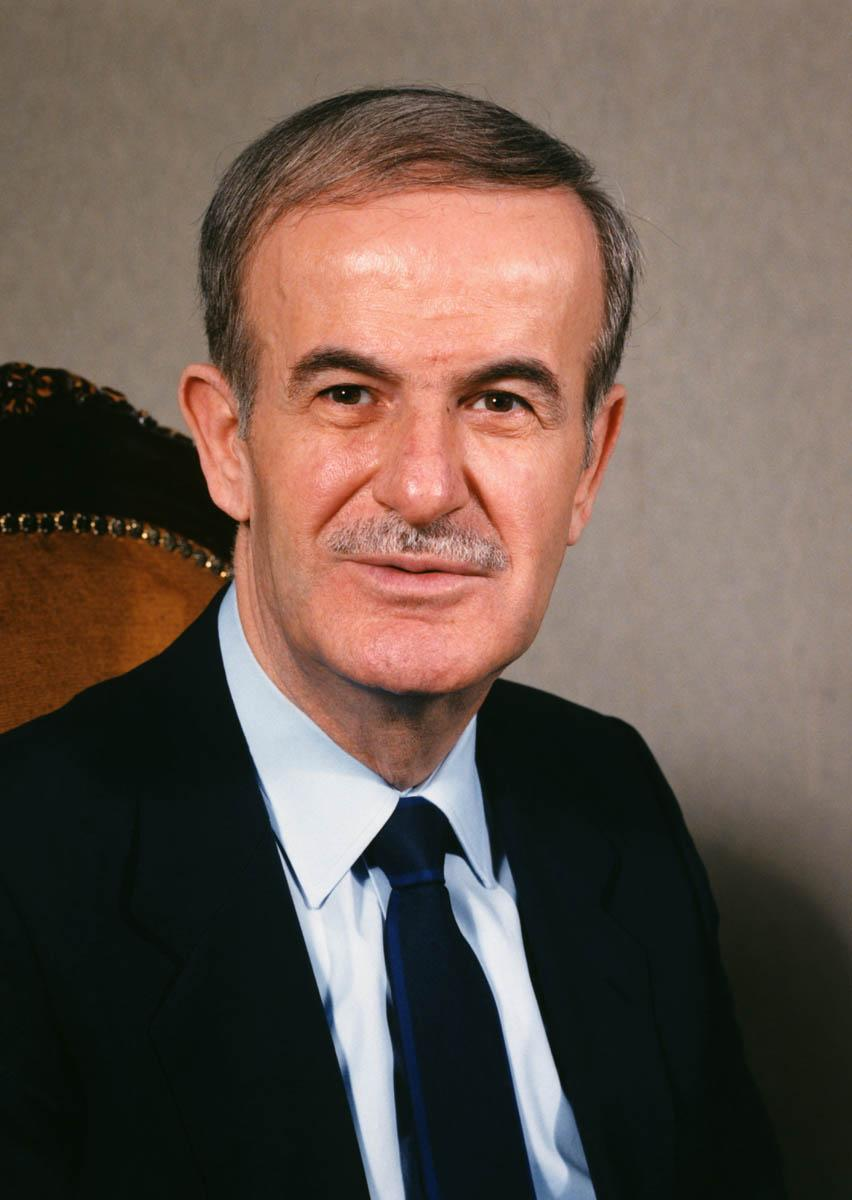
Hafez al-Àssad, marit de Makhluf i president de Síria de 1971 al 2000.

Es va casar amb Hafez al-Àssad , un oficial de la Força Aèria Àrab de Síria, el 1957. Van tenir cinc fills: Buixra al-Àssad (n. 1960), Bassel al-Àssad (1962-1994), Baixar al-Àssad (n. 1965), Majd al-Àssad (1966-2009) i Maher al-Àssad (n. 1967). El seu matrimoni amb Hafez al-Àssad va elevar l'estatus i la riquesa de la família Makhluf. Els seus familiars van rebre contractes lucratius dins dels sectors bancari, petrolier i de telecomunicacions del país. Es creu que un nebot, Rami Makhluf, és l'home més ric de Síria, amb un patrimoni net de 5.000 milions de dòlars, a partir del 2012.
Segons la família Tlass, Hafez mai va sentir-se gaire atret pe Anisa, seriosa i reservada, i s'havia plantejat seriosament divorciar-se d'ella o tenir una segona dona per a presentar als líders mundials. Hafez al-Àssad , va gaudir de fet de la companyia de Lamia Tlass, més extrovertida i afable que la seva dona; Lamia Tlass era l'esposa de Mustafa Tlass, que també estava considerant divorciar-se'n a causa de la seva reiterada infidelitat.
Després de la mort de Bassel al-Àssad el 1994, Makhluf va afavorir Maher al-Àssad , el seu fill petit i general sirià, com a possible successor del seu marit. En canvi, Baixar al-Àssad va tornar de Londres, es va unir a l'exèrcit i va succeir al seu pare com a president de Síria l'any 2000.
The Economist va descriure Anisa Makhluf com a "una figura formidable" dins de la família al-Àssad i del govern baasista. Membre molt influent del govern, va ser una de les poques persones a qui Baixar al-Àssad consultava regularment durant la Guerra Civil de Síria. Es creu que va ser defensora d'una forta repressió militar contra els manifestants i rebels sirians durant la Guerra Civil. El 2012, Makhluf, així com altres membres de la família Al-Àssad, va ser sancionada per la Unió Europea enmig de la guerra civil del país i els atacs del govern sirià a manifestants. Les sancions de la UE incloïen la prohibició de viatjar i la congelació dels seus béns. Abans de la prohibició de viatjar, havia fet viatges freqüents a Alemanya per rebre tractaments mèdics per a una malaltia no revelada.

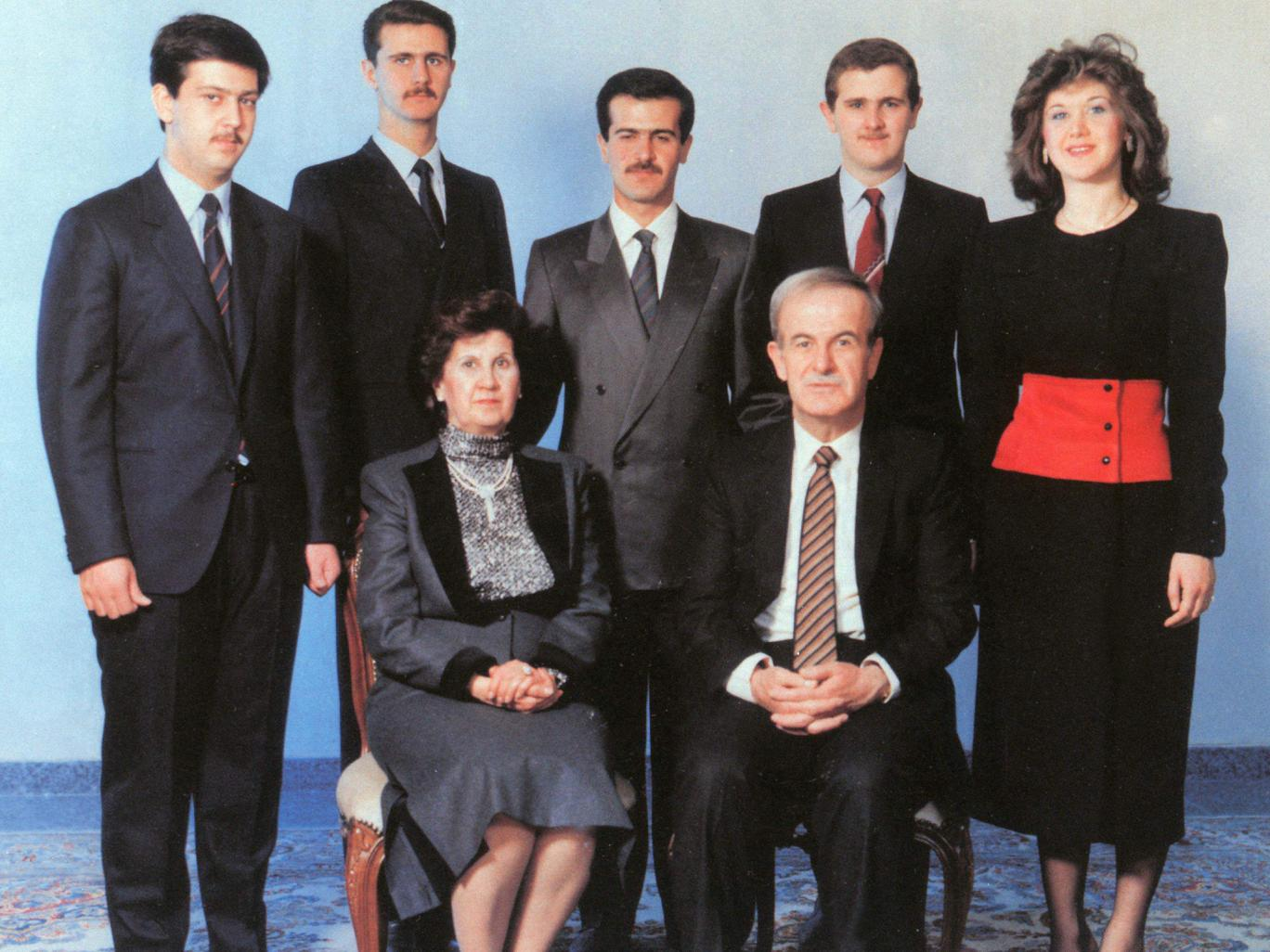
Família al-Àssad.

Anisa Makhluf va morir a Damasc el 6 de febrer de 2016 per causes no revelades.